# بيتر بالي
بيتر بالي (بالمجرية: Bali Péter)‏ هو لاعب كرة قدم مجري في مركز الهجوم، ولد في 6 يناير 1984 في سيجد في المجر. لعب مع نادي فاساس.